# California Sun
"California Sun" er en sang skrevet af Henry Glover og Morris Levy og sunget først af Joe Jones.

## Coverversioner
- The Rivieras 1964[2]
- Johnny Chester with The Thunderbirds
- Annette Funicello
- The Invaders[3]
- The Crickets
- The Dictators
- The Ramones
- Eddie Meduza (2 forskellige versioner på pladerne "21 Värsta!!!" og "För Jævle Braa!")
- Gyllene Tider (en svensk oversættelse ved navn "Tylö Sun")
- Bobby Fuller
- Tommy James & the Shondells
- William Penn and the Quakers
- Frankie Avalon
- The Offspring[4]
- Palma Violets
- Ola & the Janglers
- Peste & Sida (en portugisisk oversættelse ved navn "Sol da Caparica")
- Suzanne McDermott
- Brian Wilson
- Garbo's Daughter